# Perovo (station MTsD)
Perovo (Russisch: Перово) is een station aan de Moskou-Rjazan spoorweg bij de kruising met de Moskou-Gorki spoorweg.  In 2023 is lijn D3 van het stadsgewestelijk net geopend die ook Perovo bedient. Via het naast gelegen Tsjoechlinka kunnen reizigers overstappen op lijn D4 en vanaf 2028 ook op lijn D5.